# گورکا
گورکا (به لاتین: Gorkha Municipality) یک شهرداری در نپال است که در گانداکی پرادش واقع شده‌است. گورکا ۳۲٬۵۰۰ نفر جمعیت دارد.